# ファビオラ・デ・モラ・イ・アラゴン
ファビオラ・デ・モラ・イ・アラゴン（スペイン語: Fabiola de Mora y Aragón, 1928年6月11日 - 2014年12月5日）は、ベルギー国王ボードゥアン1世の王妃。

## 生涯
スペインの第4代カーサ・リエラ侯爵ゴンサーロ・デ・モラとブランカ・デ・アラゴンの三女として、マドリードで生まれた。洗礼時の代母はスペイン王妃ビクトリア・エウヘニアである。洗礼名は、ファビオラ・フェルナンダ・マリア・デ・ラス・ビクトリアス・アントニア・アデライダ（Fabiola Fernanda María de las Victorias Antonia Adelaida de Mora y Aragón）。
結婚前までは児童文学者として本を出版していた。
1960年12月15日、ラーケンでボードゥアン1世と結婚。ボードゥアン1世の母アストリッド王妃が結婚の際に身につけたというアールデコのティアラと、バレンシアガがデザインしたドレスを着たファビオラを、アメリカの『タイム』誌は『シンデレラ・ガール』と称した。
1960年代に、ファビオラは数回の妊娠をしたが、全て流産に終わり、子供は授からなかった。
敬虔なカトリック教徒であり、途上国の女性・子供の福祉活動に情熱を注いだ。1993年にボードゥアン1世と死別。葬儀では、カトリック国の王妃にだけ許されている白装束（白の喪服、白い帽子、白い靴）を着用し、国民の悲しみを誘った。白は故人へ感謝を捧げ、復活を願う色とされており、女王のこの喪服が印象的であったことから、1996年にブリュッセルで起こった市民による警察への一大抗議デモ「白の行進」のシンボルカラーとして使われた。2006年には、教皇ベネディクト16世の一般謁見に出席している。
ボードゥアン1世基金の名誉総裁を務めた。2013年1月、ファビオラが同基金を遺産相続税の支払い回避のために創設したとの疑惑が発覚、ベルギー国内の各政党から批判された。同年7月、義弟のアルベール2世が退位して、甥のフィリップに王位を譲ったが、退位の理由の一つとして、この相続税逃れ疑惑の批判をかわすという側面も指摘されている。
2014年12月5日、ブリュッセルにて崩御。86歳没。